# Bonagota melanecta
Bonagota melanecta is een vlinder uit de familie van de bladrollers (Tortricidae). De wetenschappelijke naam van de soort is voor het eerst geldig gepubliceerd in 1917 door Edward Meyrick.